# Claudia Sandoval
Claudia Sandoval (San Diego, 16 de abril de 1984) es una cocinera, empresaria y personalidad televisiva estadounidense. Es conocida por ser la ganadora de la sexta temporada de MasterChef Estados Unidos y por sus apariciones en los shows como Worst Cooks in America, The Best Thing I Ever Ate y Food Network Challenge, MasterChef Latino y MasterChef Latinos.
Fundó la empresa de consultoría culinaria Claudia's Cocina y en 2016 publicó el libro A Taste of Mexico.

## Biografía
Sandoval nació en San Diego, California, en el seno de una familia proveniente de Mazatlán, México. Interesada en la cocina desde una temprana edad, decidió presentarse a mediados de la década de 2010 en el programa de cocina MasterChef en su versión estadounidense, siendo la ganadora de la sexta edición del show tras derrotar a Derrick Peltz y convirtiéndose en la primera chef de origen latina en ganarlo. Un año después integró el reparto de jueces del programa Worst Cooks in America y en 2018 inició su colaboración con el show MasterChef Latino, en el que ofició como jurado en sus dos temporadas. En 2019 apareció en dos producciones de similar temática, Food Network Challenge y The Best Thing I Ever Ate.
En 2022 formó parte del jurado de MasterChef Latinos, que se emite por el canal Estrella TV, junto con los chefs Benito Molina y Adrián Herrera.
Luego de ganar el título en MasterChef, Sandoval fundó una compañía de consultoría culinaria denominada Claudia's Cocina, en la que participa en eventos culinarios en los Estados Unidos y brinda clases y talleres. En 2016 publicó su primer libro, titulado A Taste of Mexico, en el que presenta variedad de recetas populares del país azteca.

## Filmografía
| Año  | Programa                  | Papel       |
| ---- | ------------------------- | ----------- |
| 2015 | MasterChef                | Concursante |
| 2017 | Worst Cooks in America    | Jurado      |
| 2018 | MasterChef Latino         | Jurado      |
| 2019 | The Best Thing I Ever Ate | Ella misma  |
| 2019 | Food Network Challenge    | Jurado      |
| 2022 | MasterChef Latinos        | Jurado      |